# Elaphria vincta
Elaphria vincta är en fjärilsart som beskrevs av Walker 1857. Elaphria vincta ingår i släktet Elaphria och familjen nattflyn. Inga underarter finns listade i Catalogue of Life.